# Каролинские острова
Кароли́нские острова́ (англ. Caroline Islands, исп. Islas Carolinas; названы по имени испанского короля Карла II) — архипелаг в западной части Тихого океана, в Микронезии. После обретения независимости от США на островах архипелага образовалось два государства: Федеративные Штаты Микронезии и Палау.

## История

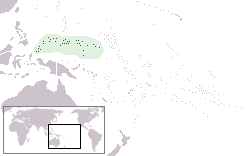

К моменту начала колонизации островов европейцами местное население находилось на стадии разложения первобытно-общинного строя. Общество подразделялось на ряд неравноправных по своему положению социальных групп. На некоторых островных группах возникли крупные территориальные объединения, хотя государства ещё созданы не были.
Западная часть Каролинских островов была открыта в 1525 году португальскими мореплавателями Диогу ди Роша и Гомишем ди Сикейра, восточная — в 1529 году испанским мореплавателем Альваро де Сааведра. По другой версии, их открыл вместе с Маршалловыми в 1526 году испанец Алонсо де Саласар. Отдельные острова архипелага были исследованы и подробно описаны в 1828 году русским мореплавателем Ф. П. Литке.
В XVII веке Испания объявила Каролины своим владением, однако фактического контроля над архипелагом установлено не было. Европейцы не посещали острова до 1686 года, прежде чем на острова Яп не прибыл испанский мореплаватель Франсиско де Лескано, который и назвал архипелаг Каролинскими островами: в честь испанского короля Карла II. В 1885 году о своих претензиях на Каролинские острова объявила Германия: на одном из островов был водружён германский флаг. Испания обратилась к международному арбитражу, и избранный арбитром папа Лев XIII присудил острова Испании, у которой Германия купила Каролинские острова в 1899 году.
В ходе Первой мировой войны в 1914 году острова были захвачены Японией, которой острова были отданы после окончания войны по Версальскому договору в качестве «мандатной территории». Японцы создали там крупные сахарные плантации, активно проводили политику переселения японцев на Каролины. Местные жители подвергались японцами насильственной ассимиляции.
Во время Второй мировой войны Каролины были заняты США, которые с 1947 года управляли ими по мандату ООН в составе Подопечной территории Тихоокеанские о-ва. В 1978 году Каролинские острова получили статус «свободно ассоциированной с США территории» (соглашение подписано в 1982 году).

## География
Архипелаг состоит из 936 отдельных или собранных в группы вулканических островов и атоллов, расположенных между 1—10° с. ш. и 131—163° в. д. Площадь суши около 1160 км². Крупные группы и острова: Палау (остров Бабелтуап, 391 км²), Яп (105 км²) — западная группа; острова Сенявина (остров Понапе, 334 км²), Трук (100 км²), Кусаие (110 км²) — восточная группа.
Все крупные острова вулканического происхождения (высота до 791 м), окружены коралловыми рифами. Острова западной группы относятся к системе островных дуг и испытывают медленный устойчивый подъём; острова восточной группы сформированы на океаническом ложе. Имеются месторождения фосфатов органического происхождения. Климат экваториальный и субэкваториальный. Осадков от 2250 мм до 3000—4500 и 6000 мм (в горах острова Кусаие) в год. Каролинские острова являются областью зарождения тайфунов (в среднем 25 в год), случающихся во все времена года (чаще — в период с июля по ноябрь, с максимумом в сентябре). На вулканических островах — вечнозелёные тропические леса из панданусов. На склонах гор — влажные вечнозелёные леса с древовидными папоротниками; бамбук образует их верхнюю границу; на засушливых склонах — саванны; на коралловых островах преобладают кокосовая пальма и панданус.

## Население
Население Каролинских островов составляет примерно 125 000 человек (2010 год).
| Флаг | Герб | Страна                        | Площадь, км² | Население, чел.   | Плотность, чел./км² | Количество островов | Карта |
| ---- | ---- | ----------------------------- | ------------ | ----------------- | ------------------- | ------------------- | ----- |
|      |      | Федеративные Штаты Микронезии | 702          | 102 843 (2010 г.) | 146,50              | 608                 |       |
|      |      | Палау                         | 458          | 19 907 (2005 г.)  | 40,79               | 328                 |       |
|      |      | Всего                         | 1160         |                   |                     | 936                 |       |

## Этнический состав, религия и язык
Основное население Каролинских островов — небольшие этнические группы микронезийцев, говорящие на различных языках малайско-полинезийской семьи. Общая численность — 67 000 чел. (1969, оценка). Наиболее крупные из них (по оценке на 1969) — трукцы (26 000 чел., на островах Трук, Номой и др.), понапеанцы (15 000 чел., на островах Понапе, Пингелап и др.), палауанцы (12 000 чел., на острове Палау). По религии большинство островитян христиане (католики и протестанты). Официальный язык английский. Население занимается земледелием (кокосовая пальма, сахарный тростник, таро, батат), рыболовством, скотоводством.